# Kabinet-Seidler
Het kabinet Seidler bestuurde in de periode van 1917 tot 1918 Oostenrijk (Cisleithanië).

## Leden
- Ernst Ritter Seidler von Feuchtenegg - Minister-President
- Ottokar Graf Czernin von und zu Chudenitz - Minister van Buitenlandse Zaken (van Oostenrijk-Hongarije)
- Moritz Ritter von Ertl - Minister van Landbouw
- Viktor Mataja (Christlich-Soziale Partei) - Minister van Handel
- Ludwig Alois Cwiklinski - Minister van Godsdienst en Onderwijs
- Ferdinand Freiherr von Wimmer - Minister van Financiën (van Oostenrijk-Hongarije)
- Friedrich Graf von Toggenburg - Minister van Binnenlandse Zaken
- Hugo Ritter von Schauer - Minister van Justitie
- Emil Ritter Homann von Herimberg - Minister van Openbare Werken
- Karl Freiherr von Banhans - Minister van Spoorwegen
- Generaal-Majoor Karl Freiherr Czapp von Birkenstein - Minister van Landsverdediging
- Kolonel-Generaal Rudolf Stöger-Steiner, Edler von Steinstätten[1] - Minister van Defensie (van Oostenrijk-Hongarije)
- Juljusz von Twardowski-Skrzypna (Galiciër) - Minister zonder Portefeuille
- Ivan von Zolger - Minister zonder Portefeuille

### Wijzigingen
- 30 augustus 1917: Ernst Graf von Silva-Tarouca volgt Von Ertl op als minister van Landbouw, Friedrich Freiherr von Wieser (liberaal) volgt Mataja op als minister van Handel en Homann von Herimberg als minister van Openbare Werken. Mataja en Ivan Horbaczewski (Galiciër) worden ministers zonder Portefeuille.
- 1 januari 1918: Het ministerie van Sociale Zaken wordt ingesteld. Viktor Mataja (CS) wordt de eerste minister van Sociale Zaken ter wereld.
- 16 april 1918: István Freiherr Burian von Rajecz volgt Czernin op als minister van Buitenlandse Zaken (van Oostenrijk-Hongarije).
- 11 juni 1918: Edmund Ritter von Gayer volgt Von Toggenburg op als minister van Binnenlandse Zaken.

## Verwijzing
1. ↑  Sinds 28 april 1918: Rudolf Freiherr Stöger-Steiner von Steinstätten